# 傑爾曼瓦利 (伊利諾伊州)
傑爾曼瓦利（英語：German Valley）是位於美國伊利諾伊州斯蒂芬森縣的一個村落。

## 地理
傑爾曼瓦利的座標為42°12′54″N 89°28′39″W / 42.21500°N 89.47750°W，而該地最高點為海拔高度251米（即823英尺）。

## 人口
根據2010年美國人口普查的數據，傑爾曼瓦利的面積為1.25平方千米，當中陸地面積為1.25平方千米，而水域面積為0.00平方千米。當地共有人口463人，而人口密度為每平方千米370人。